# Abbazia di Wymondham
L'abbazia di Wymondham (pronunciato Windum ) è la chiesa parrocchiale anglicana della città di Wymondham nel Norfolk, in Inghilterra.

## Storia
Il monastero fu fondato nel 1107 da William d'Aubigny, maggiordomo di re Enrico I. William era un importante proprietario terriero del Norfolk, con proprietà a Wymondham e nella vicina New Buckenham. La famiglia d'Aubigny (il cui nome talvolta era latinizzato in d'Albini) era originaria di St. Martin d'Aubigny in Normandia.
Il monastero dipendeva dal monastero benedettino di St Albans, in cui era abate lo zio di d'Aubigny, Richard. L'atto di costituzione del monastero prevedeva che il priore, in segno di dipendenza, dovesse pagare annualmente all'abate un marco d'argento in occasione della festa di Sant'Alban. Se il priorato fosse diventato un'abbazia, allora ogni segno di sottomissione a St. Albans sarebbe cessato. Il Priorato di Wymondham era relativamente piccolo: inizialmente ospitava circa dodici monaci benedettini, ma crebbe in influenza e ricchezza nei secoli successivi. William d'Aubigny e sua moglie Maud (figlia di Roger Bigod e sorella di Hugh Bigod, 1º conte di Norfolk) dotarono riccamente il priorato di terre, chiese, decime e affitti.
Il fondatore volle che la chiesa fungesse sia da chiesa parrocchiale per la comunità locale, sia da chiesa monastica per i monaci, una sistemazione non ben definita che portò a frequenti controversie. Il lato orientale del monastero fu completato intorno al 1130, mentre la parte occidentale (destinata alla parrocchia) circa trent'anni dopo. 
Originariamente il priorato era dedicato alla Vergine Maria e a Sant'Albano. Dopo l'omicidio di Thomas Becket nel 1170, il nome di Sant'Albano venne eliminato per lasciare spazio a quello di Becket. Gli scavi archeologici effettuati nel 2002 e nel 2017 hanno rivelato elementi di una chiesa tardo sassone o della prima età normanna sotto la navata dell'attuale chiesa. Nel 1249 papa Innocenzo IV decretò che i monaci avessero il presbiterio, la torre centrale, i transetti, la navata sud e la torre sud-ovest, mentre il corridoio della navata nord e la torre di nord-ovest dovevano diventare la chiesa parrocchiale servita da un vicario indipendente nominato dal vescovo.
Nel 1174, il nipote del fondatore, Willliam d'Aubigny, II conte di Arundel, fondò nel villaggio di Wymondham una cappella dedicata a Thomas Becket, stabilendo che due monaci del priorato avrebbero servito come cappellani. Dopo essere stata usata come cappella di una gilda, scuola elementare e successivamente biblioteca cittadina, nel 2022 la Becket's Chapel è stata acquistata da Historic Norfolk e, a seguito di un importante restauro, è ora gestita come centro artistico.
All'epoca di Stefano, re d'Inghilterra, il priore ottenne la concessione di una fiera di tre giorni a Wymondham in occasione della festa della Natività della Beata Vergine, e anche la conferma del mercato settimanale.
Le controversie tra i monaci di Wymondham e St. Albans erano piuttosto comuni e nel 1449, a seguito di una petizione accolta al re, papa Niccolò V concesse a Wymondham il diritto di diventare un'abbazia a pieno titolo.
La dissoluzione dei monasteri voluta dal re Enrico VIII portò alla chiusura dell'abbazia di Wymondham, che fu ceduta al commissario reale John Flowerdew nel 1538. I monaci, apparentemente di loro spontanea volontà, avevano già firmato il giuramento di supremazia e ricevettero generose pensioni. L'ultimo abate, Loye Ferrers, fu nominato vicario quando questo posto divenne vacante.

## Architettura

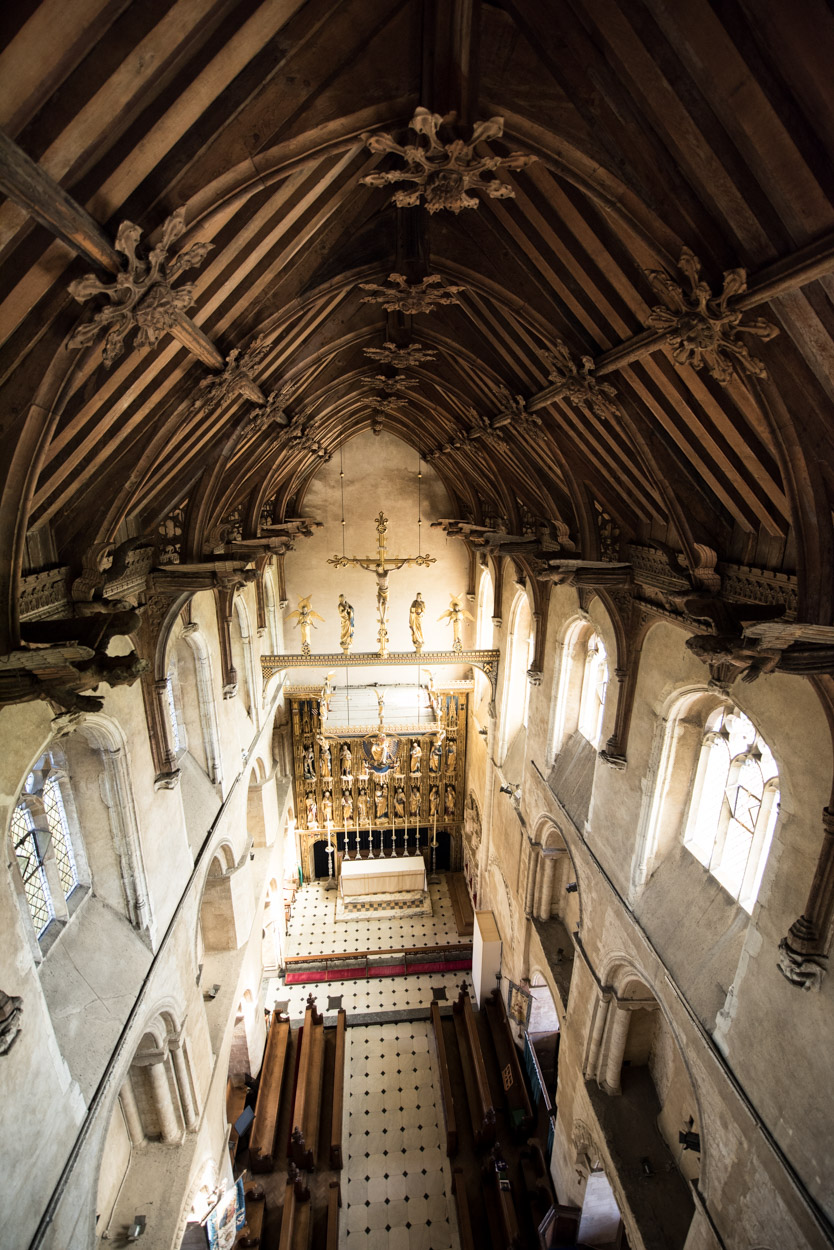
Vista dal tetto dell'angelo.

La chiesa originariamente era a forma di croce, con una torre centrale e due torri gemelle a ovest. Le mura furono costruite in pietra bionda di Caen, spedita appositamente attraverso la Manica. La torre centrale divenne instabile e fu sostituita intorno al 1376 da un'alta torre ottagonale (ora in parte diroccata), che ospitava le campane dei monaci. Nel 1447 iniziarono i lavori di costruzione di un'unica torre ovest molto più alta. Questa sostituì le originarie torri normanne e ospitò le campane dei cittadini. La parte parrocchiale della chiesa fu quasi raddoppiata nei secoli XIV e XV allargando la navata nord fino a renderla più larga della navata centrale. Nel 1450 circa l'altezza della navata fu aumentata con nuove finestre del cleristorio e un esotico tetto con travi con angeli a grandezza umana con le ali spiegate.

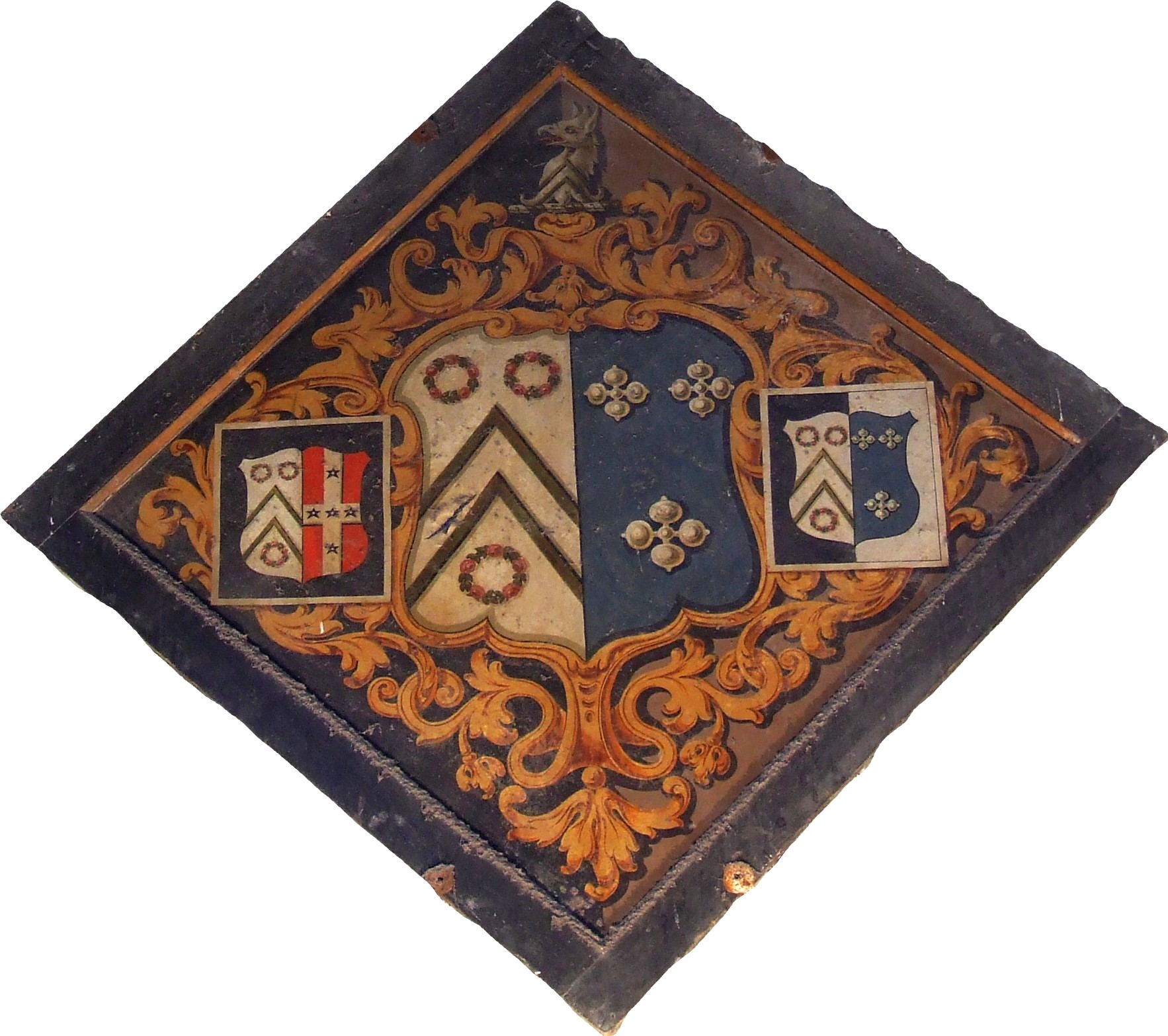
Portello funerario ora appeso nella camera campanaria.

Gli anni successivi alla dissoluzione videro la progressiva demolizione degli edifici monastici per il riutilizzo della pietra. L'estremità orientale della chiesa (isolata dalla navata da un solido muro dal 1385 circa) fu distrutta, così che la chiesa attuale è lunga 70 metri, circa la metà della lunghezza originaria. Non essendo riusciti a proteggere l'estremità orientale della chiesa monastica, i parrocchiani acquistarono dalla Corona la navata sud. Questa venne ricostruita e notevolmente ampliata dopo il 1544, incorporando finestre riutilizzate dall'ex sala capitolare. Le riparazioni al presbiterio parrocchiale furono effettuate in seguito alla visita nel Norfolk della regina Elisabetta I nel 1573 (la data e le iniziali regie si vedono sulla pietra esterna) e la maggior parte dei pilastri normanni furono squadrati nel 1584/85.
Un notevole benefattore fu il reverendo William Papillon, vicario dal 1788 al 1836. Papillon era un uomo ricco che acquistò l'adiacente Abbey Meadow (che conferisce alla chiesa il suo incomparabile ambiente rustico), separando il prato dal sagrato con un muro di tipo ha-ha. Egli acquistò anche la torre est in rovina, ampliò il sagrato e istituì una scuola per i bambini poveri. Verso la fine del 1800 la chiesa era di nuovo in cattive condizioni con un'enorme crepa nella torre ovest. Un importante restauro e riordino della chiesa fu effettuato tra il 1900 e il 1903, quando fu costruita una nuova galleria in pietra sotto la torre ovest per sostenere l'organo che sostituì una precedente galleria in legno.
Caratteristiche notevoli della chiesa sono le torri gemelle (un punto di riferimento per chilometri intorno), la navata normanna, il tetto con le travi con gli angeli del 1445 circa nella navata centrale e il bel tetto con travi della navata nord. La torre ovest ospita 10 campane, rifuse e riappese nel 1967. Nel campanile sono appesi sei portelli funerari settecenteschi ben conservati.

### Interni

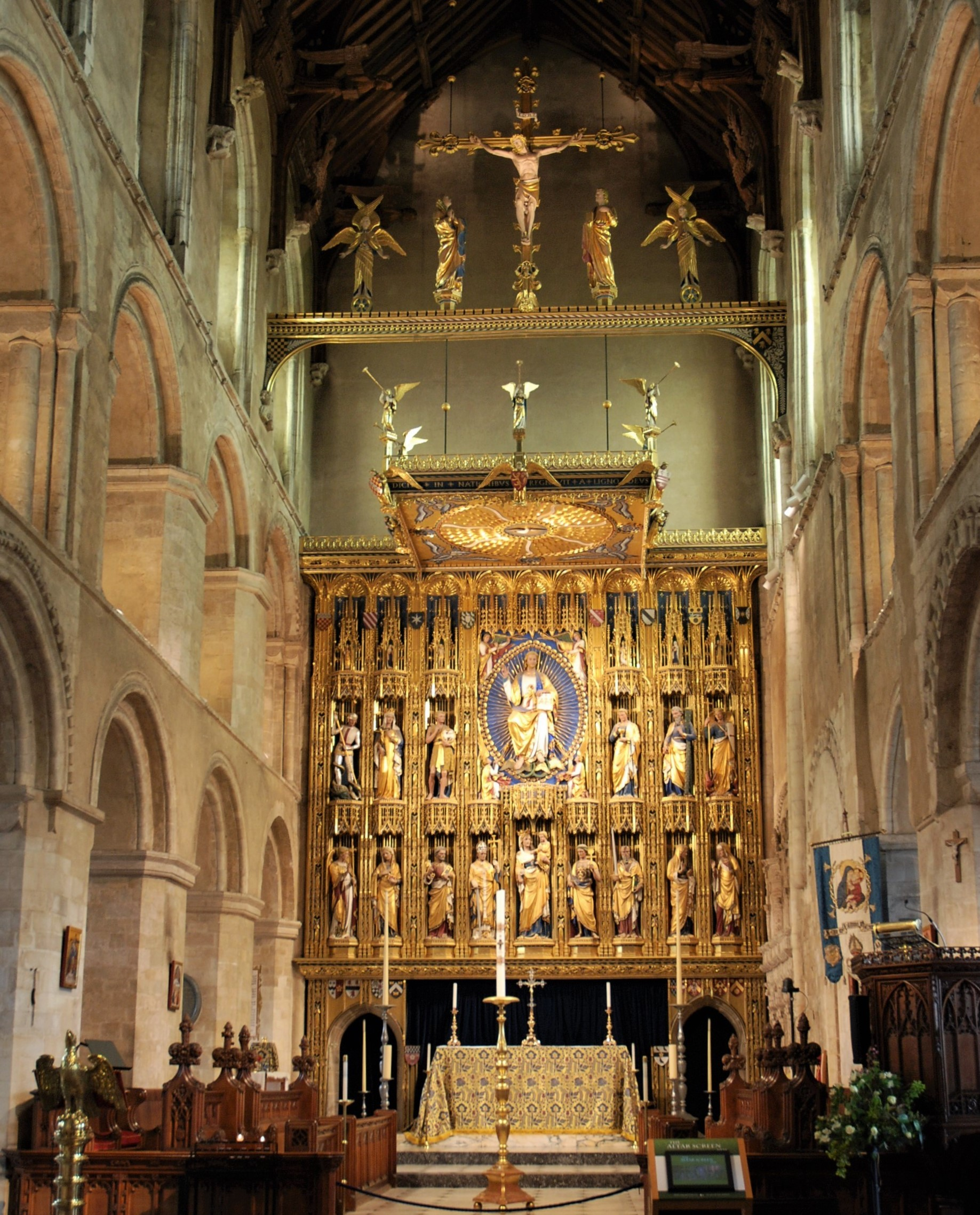
Paravento, testiera e figure sulla croce di Sir Ninian Comper, installate nel 1921-34 come memoriale della Grande Guerra.

La chiesa è notevole anche per i suoi arredi di alta qualità come l'organo del 1793 di James Davis e l'organo da camera del 1810 (sempre di James Davis). Lo splendido dossale dorato è una delle opere più grandi di Sir Ninian Comper. Nel 1921 fu dedicata ai caduti della prima guerra mondiale, anche se la doratura non fu terminata fino al 1934. Altre opere del Comper sono la statua della Vergine col Bambino e il vicino candelabro pasquale.
Degno di nota è anche il sedile in terracotta rinascimentale del 1520 circa, un tempo ritenuto memoriale dell'abate Loye Ferrers. Si tratta di un'opera italiana dello stesso laboratorio delle tombe di Oxborough, Norfolk e Layer Marney, Essex. Da notare anche il candelabro georgiano del 1712 e lo stemma reale di Giorgio II (navata sud), il fonte battesimale ottagonale scolpito del XV secolo con copertura moderna dorata di Cecil Upcher, il trittico Arts and Crafts di EP Warren e Robert Anning Bell nella Cappella della Madonna e molti elementi più piccoli come angeli, musicisti e figure scolpite sulle travi del tetto e sulle mensole.
Nella chiesa è esposto un pannello moderno di icone del rev. David Hunter, che racconta la storia della vita di San Tommaso Becket. Le icone della Via Crucis nella navata e nel presbiterio sono dell'iconografa Helen McIldowie-Jenkins.

## Sepolture nell'Abbazia
Tutti i conti di Arundel della famiglia d'Aubigny sono sepolti nell'abbazia, insieme al suo fondatore:
- William d'Aubigny (Pincerna)
- William d'Aubigny, 1º conte di Arundel
- William d'Aubigny, 2º conte di Arundel
- William d'Aubigny, 3º conte di Arundel
- William d'Aubigny, 4º conte di Arundel
- Hugh d'Aubigny, 5º conte di Arundel

## Oggi

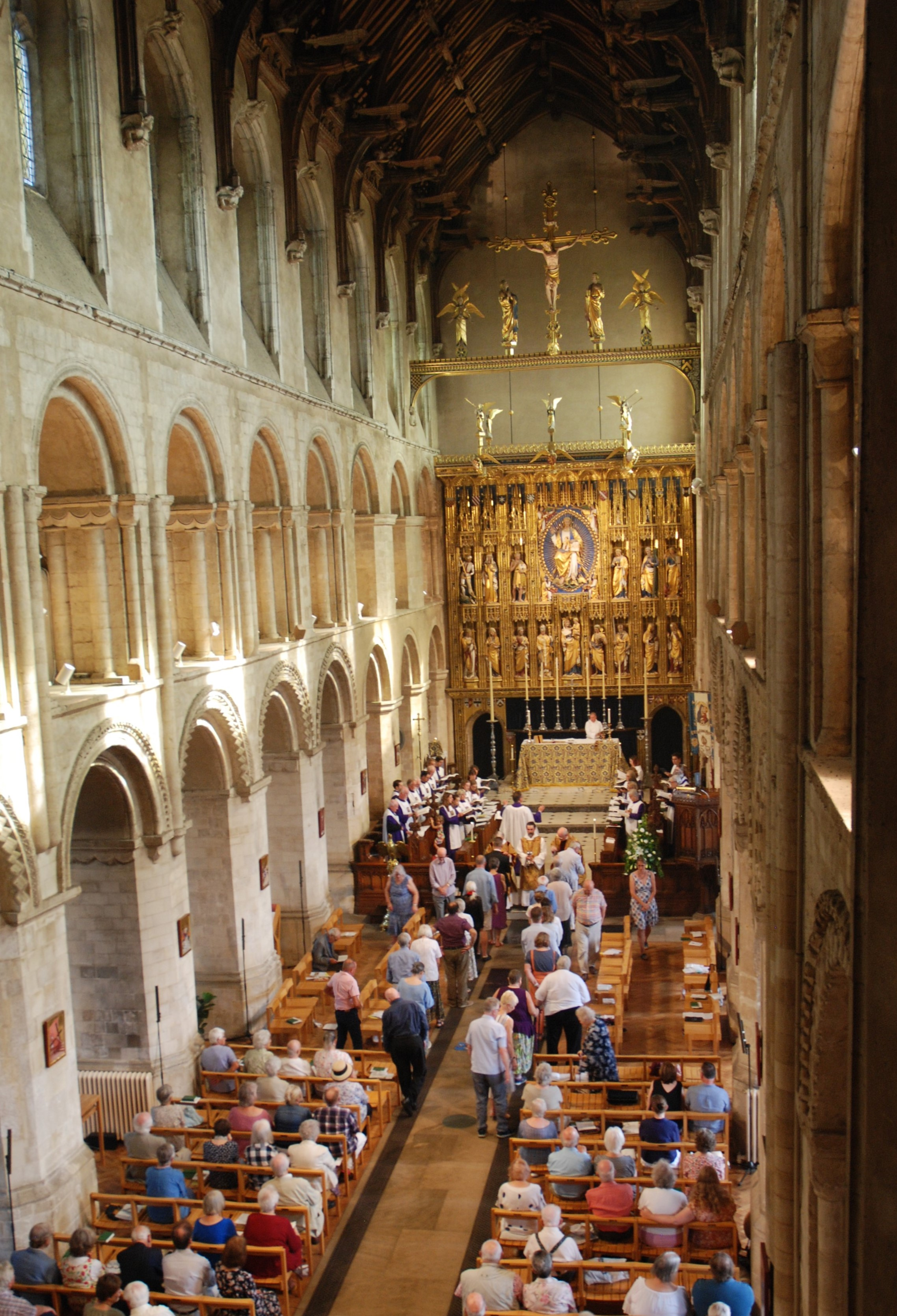
Eucaristia cantata della domenica

La Chiesa di Santa Maria e San Tommaso di Canterbury funge da chiesa parrocchiale di Wymondham. La parrocchia incorpora anche la chiesa vittoriana della Santissima Trinità nel vicino villaggio di Spooner Row. Presso l'Abbazia si svolgono una vasta gamma di servizi di culto.
Nel sagrato sopra il portico è situato l'archivio parrocchiale, che conserva anche alcuni documenti risalenti al XIII secolo. I documenti più antichi includono atti, testamenti, inventari, uno statuto del mercato reale del 1460, conti dei guardiani, il Bede Roll parrocchiale del 1524 e documenti delle gilde religiose medievali della città. La chiesa ha anche un'edizione del 1613 della Bibbia di Re Giacomo.

## Organi
I documenti più antichi suggeriscono che la parrocchia aveva un organo alla fine del 1400 e la chiesa conserva ancora una garanzia per un nuovo "payre of orgons in ye quire" costruiti da William Beton (o Bylton) di King's Lynn nel 1523. Beton (morto nel 1553) divenne in seguito costruttore/accordatore di organi della corte reale e costruì organi a Hampton Court, nelle Cappelle Reali e nella Cattedrale di Old St Paul.

L'organo principale attuale fu costruito a Londra da James Davis e installato qui nel 1793. È ospitato in una teca in stile "gotico" Chippendale sulla galleria all'estremità ovest della navata. L'organo a tre manuali (con successiva aggiunta di pedali) è stato ampliato e ricostruito più volte, ma conserva la maggior parte delle canne originali del XVIII secolo. Un organo da camera più piccolo, anch'esso di James Davis e costruito nel 1810, si trova nella navata nord.

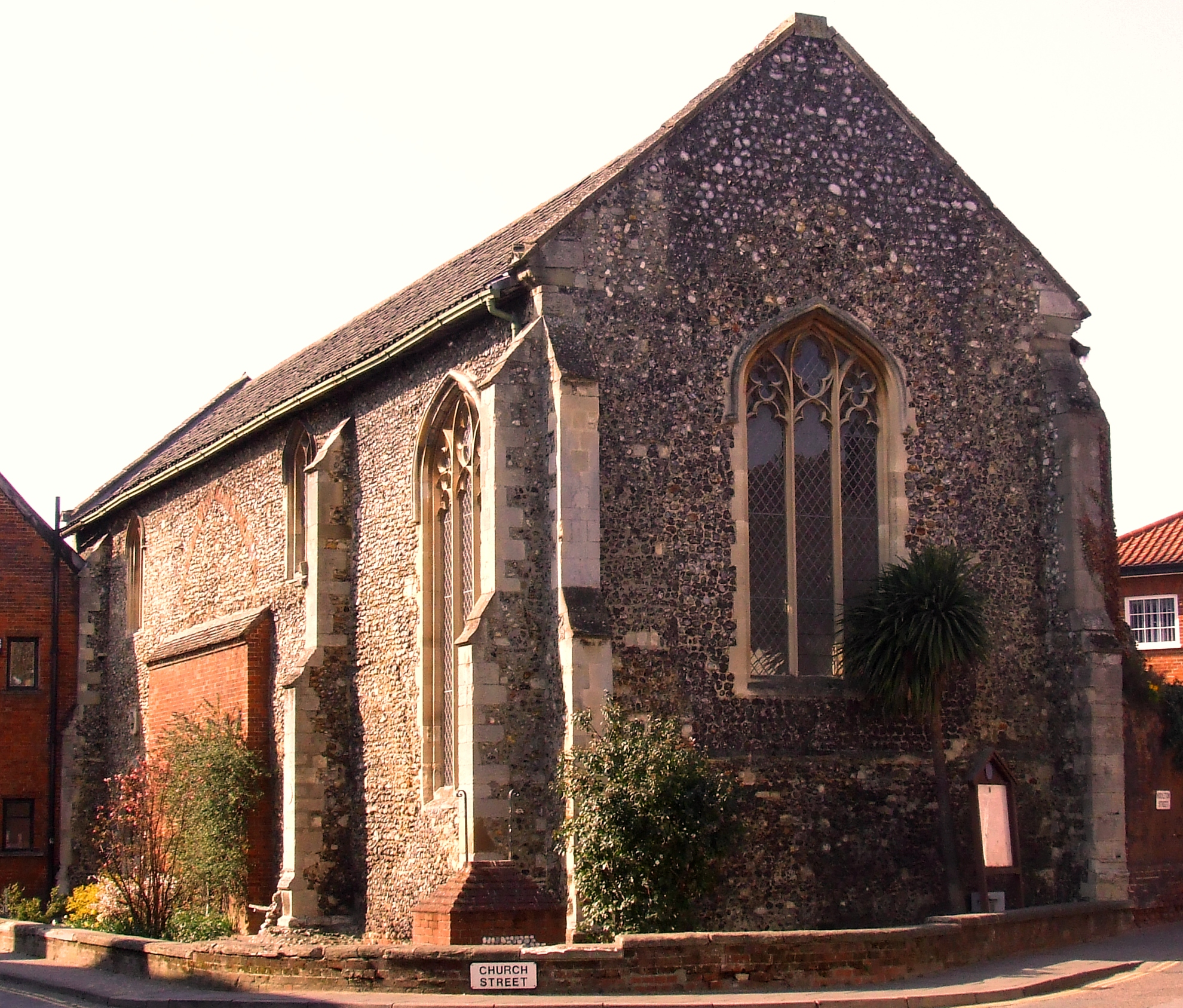
Cappella di Becket
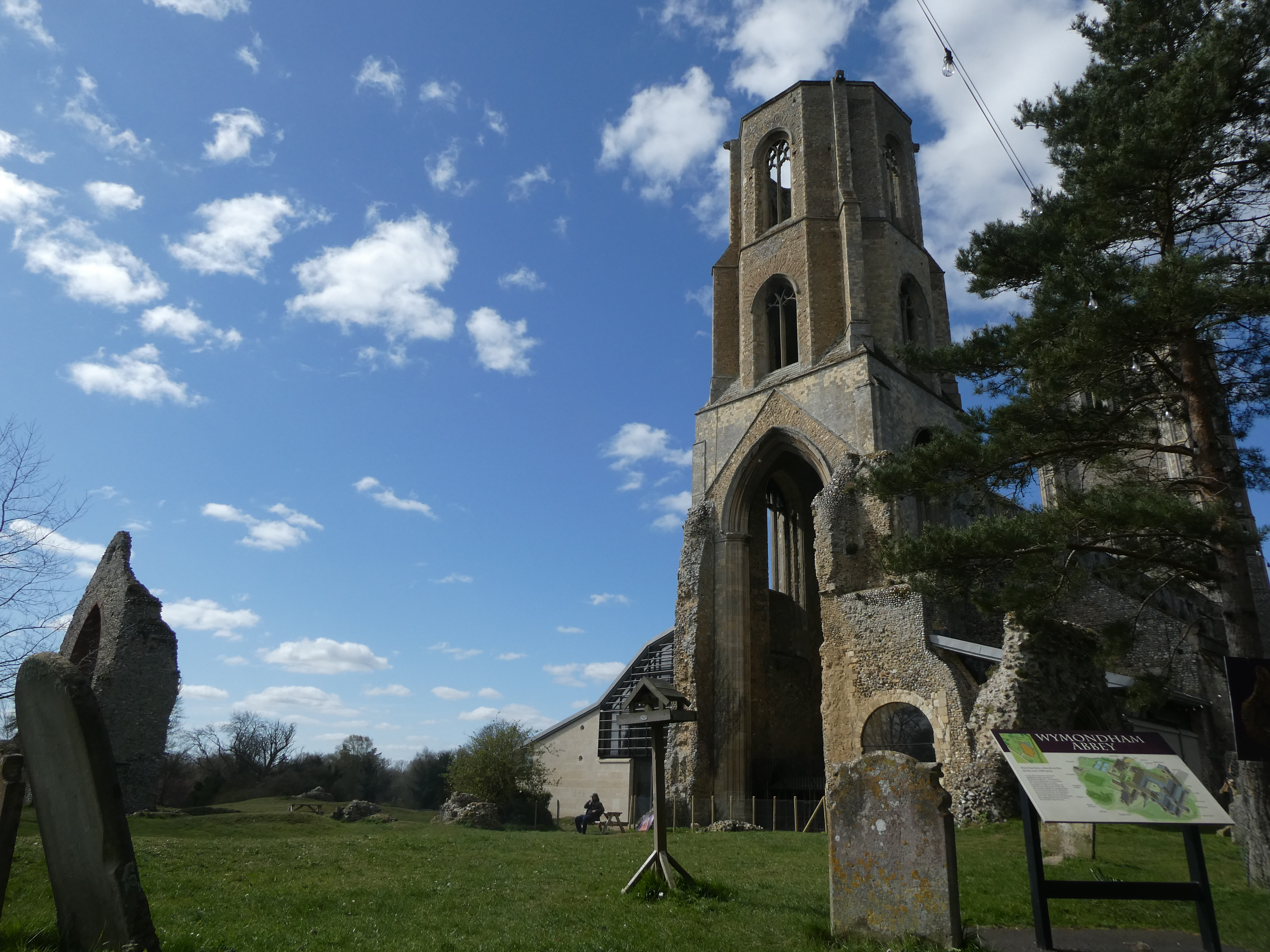
La torre est in rovina vista dall'interno del parco
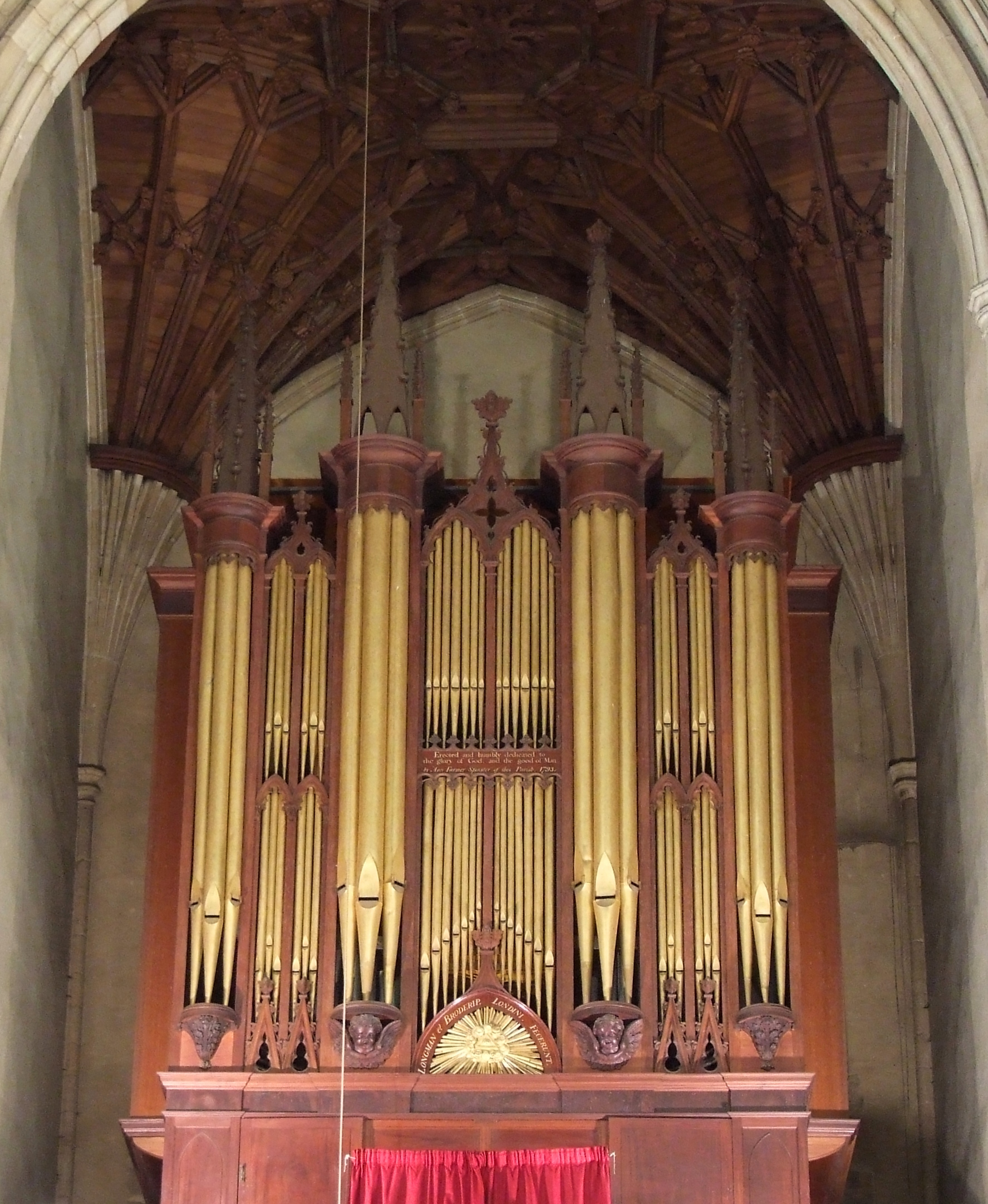
L'organo del 1793 di James Davis
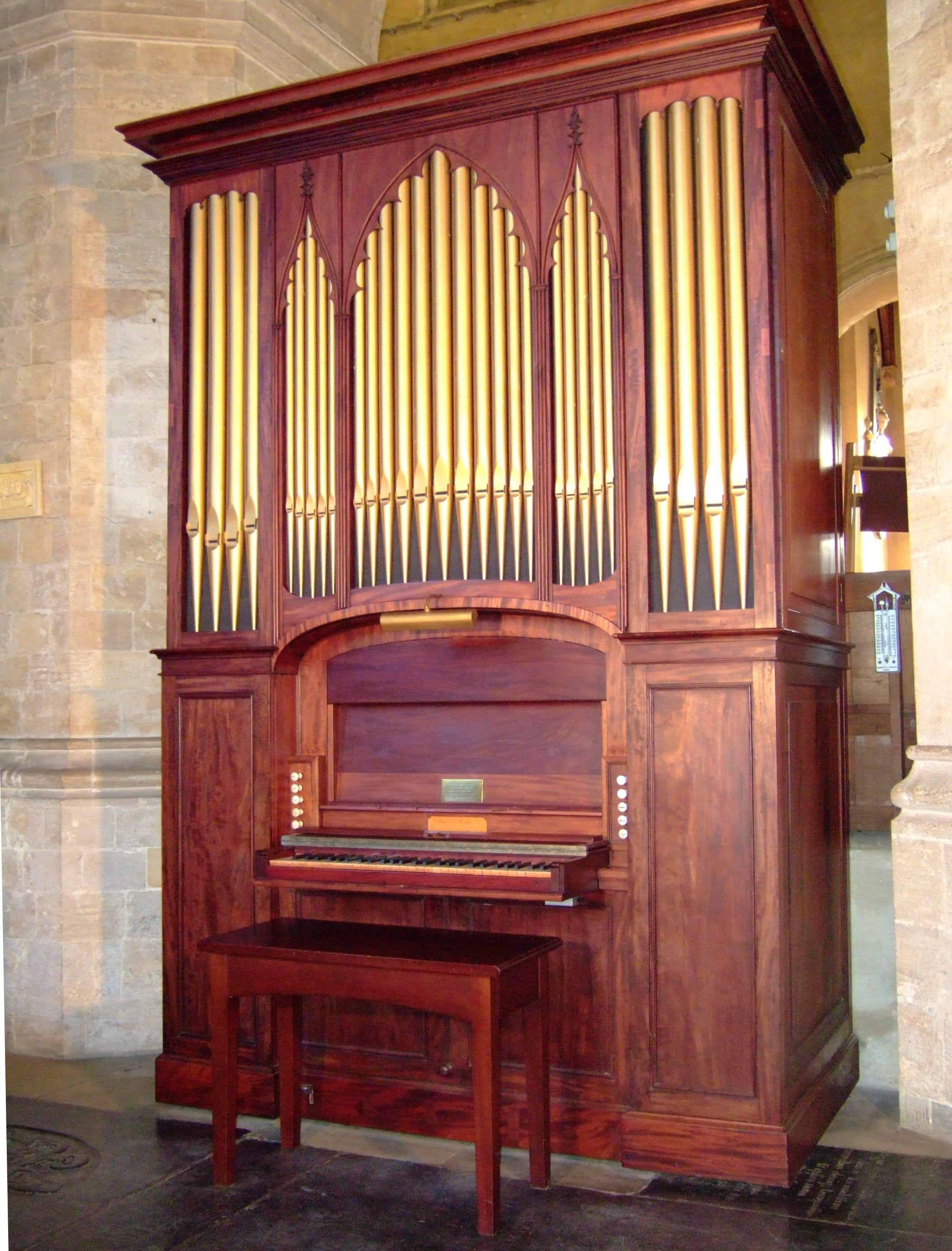
Organo da camera del 1810
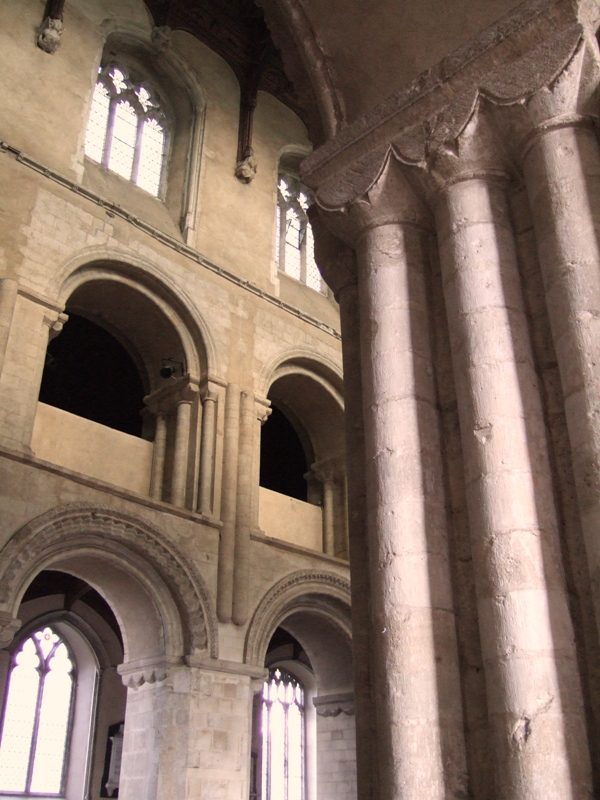
Pilastri nella navata, alcuni dei quali furono "squadrati" negli anni Ottanta del XVI secolo